# Никулинское (Сокольский район)
Никулинское — деревня в Сокольском районе Вологодской области.
Входит в состав Нестеровского сельского поселения, с точки зрения административно-территориального деления — в Нестеровский сельсовет.
Расстояние по автодороге до районного центра Сокола — 34 км, до центра муниципального образования Нестерова — 3,5 км. Ближайшие населённые пункты — Копытово, Меленка, Михалево.
По переписи 2002 года население — 3 человека.